# Logarit nhị phân

Đồ thị của log_{2}x dưới dạng là hàm của một số thực dương x

Trong toán học, logarit nhị phân (log2 n) là lũy thừa mà số 2 cần phải được nâng lên để được số n, nghĩa là với mọi số thực x thì
{\displaystyle x=\log _{2}n\quad \Longleftrightarrow \quad 2^{x}=n.}
Ví dụ, logarit nhị phân của 1 là 0, logarit nhị phân của 2 là 1, logarit nhị phân của 4 là 2 và logarit nhị phân của 32 là 5.
Logarit nhị phân là logarit cơ số 2. Hàm logarit nhị phân là hàm ngược của hàm lũy thừa của 2. Cùng với log2, logarit nhị phân còn được ký hiệu là lg, ld, lb hoặc log.
Trong lịch sử, ứng dụng đầu tiên của logarit nhị phân nằm trong lý thuyết âm nhạc do Leonhard Euler tìm ra: logarit nhị phân của tỉ lệ tần số giữa hai tông nhạc cho biết số quãng tám nằm giữa hai tông đó. Logarit nhị phân có thể được dùng để tính độ dài của một số khi được biểu diễn trong hệ nhị phân, hoặc số bit cần để mã hóa một thông điệp nào đó trong lý thuyết thông tin. Trong khoa học máy tính, nó đếm số bước cần để thực thi thuật toán tìm kiếm nhị phân và các thuật toán có liên quan khác. Logarit nhị phân cũng có nhiều ứng dụng trong một số lĩnh vực như toán học tổ hợp, tin sinh học, nhiếp ảnh và trong thiết kế các giải đấu thể thao.
Logarit nhị phân là một trong các hàm toán học chuẩn của ngôn ngữ C và có trong một số bộ chương trình phần mềm toán học khác. Phần nguyên của logarit nhị phân có thể được tìm qua phép toán tìm bit 1 đầu tiên trên một giá trị nguyên hoặc tìm số mũ của một giá trị dấu phẩy động, trong khi phần thập phân có thể tính được một cách hiệu quả.

## Lịch sử

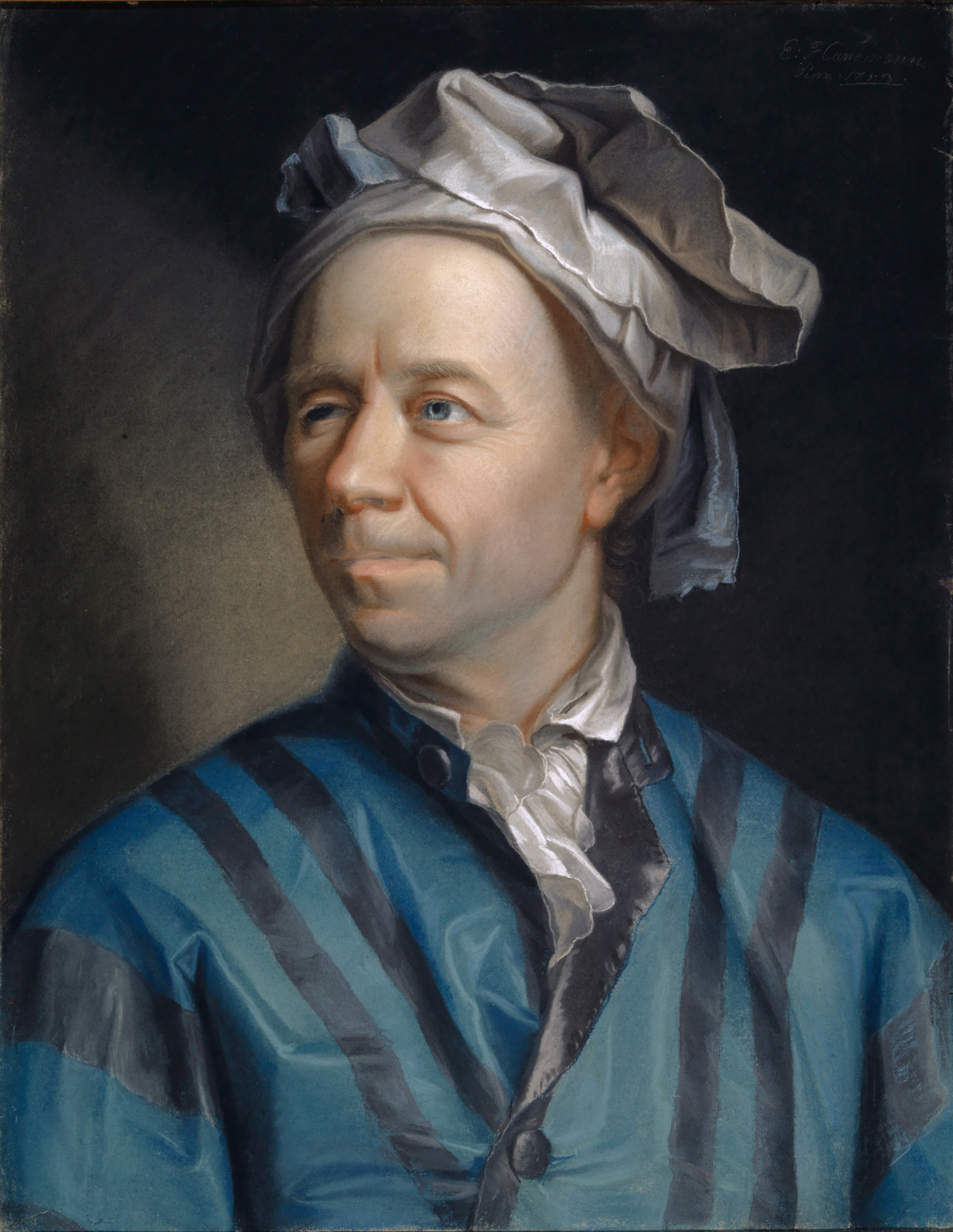
Leonhard Euler là người đầu tiên ứng dụng logarit nhị phân vào lý thuyết âm nhạc năm 1739.

Lũy thừa của 2 đã được biết đến từ thời cổ xưa; chẳng hạn, chúng xuất hiện trong bộ Cơ sở của Euclid, mệnh đề IX.32 (về phân tích lũy thừa của 2) và IX.36 (một nửa định lý Euclid–Euler về sự xây dựng các số hoàn thiện chẵn), và logarit nhị phân chính là vị trí của chúng trong dãy lũy thừa của 2 được sắp xếp. Trên cơ sở đó, Michael Stifel được cho là đã xuất bản bảng logarit nhị phân đầu tiên vào năm 1544. Cuốn Arithmetica Integra của ông có một vài bảng số gồm các số nguyên và lũy thừa của 2 tương ứng. Khi đảo ngược các hàng trong các bảng số này thì chúng có thể được xem là bảng logarit nhị phân.
Trước Stifel, nhà toán học Kỳ Na thế kỷ 8 Virasena được cho là đã tìm ra tiền thân của logarit nhị phân. Khái niệm ardhachena của Virasena được xác định là số lần một số cho trước có thể chia hết cho 2. Định nghĩa này làm nảy sinh khái niệm về một hàm số cho cùng giá trị với logarit nhị phân đối với lũy thừa của 2, nhưng với các số nguyên khác thì hàm này cho biết cấp 2-adic của số đó thay vì logarit.
Dạng hiện đại của logarit nhị phân, áp dụng cho bất kỳ số nào (không chỉ có lũy thừa của 2) do Leonhard Euler phát hiện vào năm 1739. Euler cũng là người đầu tiên tìm ra ứng dụng của logarit nhị phân trong lý thuyết âm nhạc, từ lâu trước khi người ta được biết ứng dụng của chúng trong lý thuyết thông tin và khoa học máy tính. Trong công trình của mình, Euler đã lập được bảng logarit nhị phân của các số nguyên từ 1 đến 8 chính xác đến 7 chữ số thập phân.

## Định nghĩa và tính chất
Hàm logarit nhị phân được định nghĩa là hàm ngược của hàm lũy thừa của 2, vốn là một hàm số tăng trên tập hợp số thực dương và do đó có một hàm ngược duy nhất. Ngoài ra, nó cũng được xác định bằng ln n/ln 2 với ln là logarit tự nhiên. Trong định nghĩa, khi thay logarit thực bằng logarit phức thì logarit nhị phân có thể được mở rộng cho số phức.
Giống như logarit thông thường, logarit nhị phân thỏa mãn các tính chất sau:
{\displaystyle \log _{2}xy=\log _{2}x+\log _{2}y}
{\displaystyle \log _{2}{\frac {x}{y}}=\log _{2}x-\log _{2}y}
{\displaystyle \log _{2}x^{y}=y\log _{2}x.}
Với các tính chất khác, xem danh sách đồng nhất thức logarit.

## Ký hiệu
Trong toán học, logarit nhị phân của một số n được ký hiệu là log2 n. Tuy nhiên, tùy theo lĩnh vực mà nó được sử dụng, còn tồn tại thêm một số ký hiệu khác.
Một số tác giả ký hiệu logarit nhị phân là lg n; đây là ký hiệu được liệt kê trong The Chicago Manual of Style. Theo Donald Knuth, ký hiệu này do Edward Reingold đề xuất, nhưng thực tế nó đã được dùng trong lý thuyết thông tin và khoa học máy tính từ trước khi Reingold bắt đầu sự nghiệp. Logarit tự nhiên cũng được viết là log n cùng một câu trước đó giải thích rằng cơ số mặc định của logarit là 2. Một ký hiệu khác của chính hàm số đó (đặc biệt xuất hiện trong các bài viết khoa học của Đức) là ld n, viết tắt của cụm từ logarithmus dualis hoặc logarithmus dyadis trong tiếng Latinh. Các tiêu chuẩn DIN 1302, ISO 31-11 và ISO 80000-2 còn khuyến nghị dùng một ký hiệu khác nữa, lb n. Theo các tiêu chuẩn này, không nên dùng lg n để ký hiệu logarit nhị phân vì nó được dùng riêng cho logarit thập phân log10 n.

## Ứng dụng

### Lý thuyết thông tin
Số chữ số (bit) trong biểu diễn nhị phân của một số nguyên dương n là phần nguyên của 1 + log2 n hay bằng
{\displaystyle \lfloor \log _{2}n\rfloor +1.}
Trong lý thuyết thông tin, định nghĩa về lượng thông tin và entropy thông tin thường được biểu diễn qua logarit nhị phân, tương ứng với việc coi bit là đơn vị cơ bản của thông tin. Tuy nhiên, còn tồn tại một số dạng khác của các định nghĩa này được biểu thị qua logarit tự nhiên và đơn vị nat.

### Toán học tổ hợp

Nhánh thi đấu của một giải đấu loại trực tiếp gồm 16 người theo cấu trúc của một cây nhị phân hoàn thiện. Chiều cao của cây đó (số vòng của giải đấu) bằng logarit nhị phân của số người tham gia giải (làm tròn đến hàng đơn vị).

Mặc dù logarit tự nhiên có vai trò quan trọng hơn logarit nhị phân trong nhiều lĩnh vực của toán học thuần túy như lý thuyết số và giải tích toán học, nhưng logarit nhị phân vẫn có một số ứng dụng trong toán học tổ hợp:
- Một cây nhị phân gồm n lá có chiều cao nhỏ nhất là log2 n, đạt được khi n là lũy thừa của 2 và cây đó là cây nhị phân hoàn thiện.[27] Liên quan đến nó, số Strahler lớn nhất của một hệ thống sông gồm n dòng chảy phụ lưu là log2 n + 1.[28]
- Hợp của một họ tập hợp bất kỳ gồm n tập hợp khác nhau có số phần tử nhỏ nhất là log2 n, đạt được khi họ đó là một tập lũy thừa.[b]
- Một hình lập phương riêng n đỉnh có số chiều đẳng cự nhỏ nhất là log2 n và số cạnh lớn nhất là 1/2n log2 n, đạt được khi hình đó là đồ thị hình siêu lập phương.[29]
- Theo định lý Ramsey, một đồ thị vô hướng n đỉnh có một clique hoặc một tổ hợp độc lập với cấp tỉ lệ thuận với logarit của n. Chưa rõ cấp chính xác của nó là bao nhiêu nhưng các khoảng giá trị gần đúng nhất của cấp đó có liên quan đến logarit nhị phân. Đặc biệt, mọi đồ thị đều có một clique hoặc tổ hợp độc lập với cấp nhỏ nhất là 1/2log2 n (1 − o(1)) và hầu hết mọi đồ thị không có một clique hoặc tổ hợp độc lập với cấp lớn hơn 2log2 n (1 + o(1)).[30]
- Dựa trên một phân tích toán học của mô hình Gilbert–Shannon–Reeds về xáo bài ngẫu nhiên, có thể thấy số lần chẽ bài mà một người cần thực hiện để sau đó một bộ bài n lá được phân phối hoán vị ngẫu nhiên gần đều là xấp xỉ 3/2log2 n lần. Tính toán này là cơ sở để phát biểu rằng tốt nhất một bộ bài 52 lá phải được xáo 7 lần.[31]

### Độ phức tạp tính toán

Tìm kiếm nhị phân trên một mảng đã sắp xếp, một thuật toán có độ phức tạp tính toán liên quan đến logarit nhị phân

Do số học nhị phân được dùng nhiều trong thuật toán nên logarit nhị phân xuất hiện thường xuyên trong phân tích thuật toán theo phân nhánh nhị phân. Nếu một bài toán có n cách giải và mỗi vòng lặp của thuật toán làm giảm số cách giải đi một nửa thì số vòng lặp cần để cho ra một câu trả lời duy nhất là phần nguyên của log2 n. Ý tưởng này được ứng dụng khi phân tích một số thuật toán và cấu trúc dữ liệu. Ví dụ, trong tìm kiếm nhị phân, kích thước của bài toán cần giải giảm đi một nửa sau mỗi vòng lặp, và do đó cần log2 n vòng lặp để cho câu trả lời đối với một bài toán kích thước n. Tương tự, một cây tìm kiếm nhị phân cân bằng chứa n phần tử có chiều cao là log2(n + 1) − 1.
Thời gian hoạt động của một thuật toán thường được biểu diễn qua ký hiệu O lớn, dùng để rút gọn biểu thức bằng cách bỏ qua hằng số tỉ lệ và hạng tử bậc thấp. Vì logarit cơ số khác nhau chỉ sai khác nhau bởi một hằng số tỉ lệ nên thuật toán hoạt động trong thời gian O(log2 n) cũng có thể nói là hoạt động trong thời gian O(log13n). Do đó, cơ số của logarit trong các biểu thức như O(log n) hay O(n log n) không quan trọng và có thể bỏ qua. Tuy nhiên, nếu logarit xuất hiện trên số mũ của một khoảng thời gian thì không thể bỏ qua cơ số của logarit đó. Chẳng hạn, O(2log2 n) không giống với O(2ln n) vì khoảng thời gian thứ nhất bằng với O(n) trong khi khoảng thời gian thứ hai bằng với O(n0,6931...).
Một số ví dụ về thuật toán có thời gian hoạt động là O(log n) hoặc O(n log n) là:
- Sắp xếp nhanh (thời gian trung bình) và các thuật toán sắp xếp so sánh khác[35]
- Tìm kiếm trong cây tìm kiếm nhị phân cân bằng[36]
- Bình phương và nhân[37]
- Dãy con tăng dài nhất[38]

Logarit nhị phân cũng xuất hiện trong số mũ của khoảng thời gian để một số thuật toán chia để trị hoạt động, chẳng hạn như thuật toán Karatsuba dùng để nhân các số n bit trong thời gian O(nlog2 3), và thuật toán Strassen dùng để nhân ma trận n × n trong khoảng thời gian O(nlog2 7). Sự xuất hiện của logarit nhị phân trong các khoảng thời gian đó có thể được giải thích bằng cách liên hệ với định lý thợ cho hệ thức truy hồi chia để trị.

### Tin sinh học

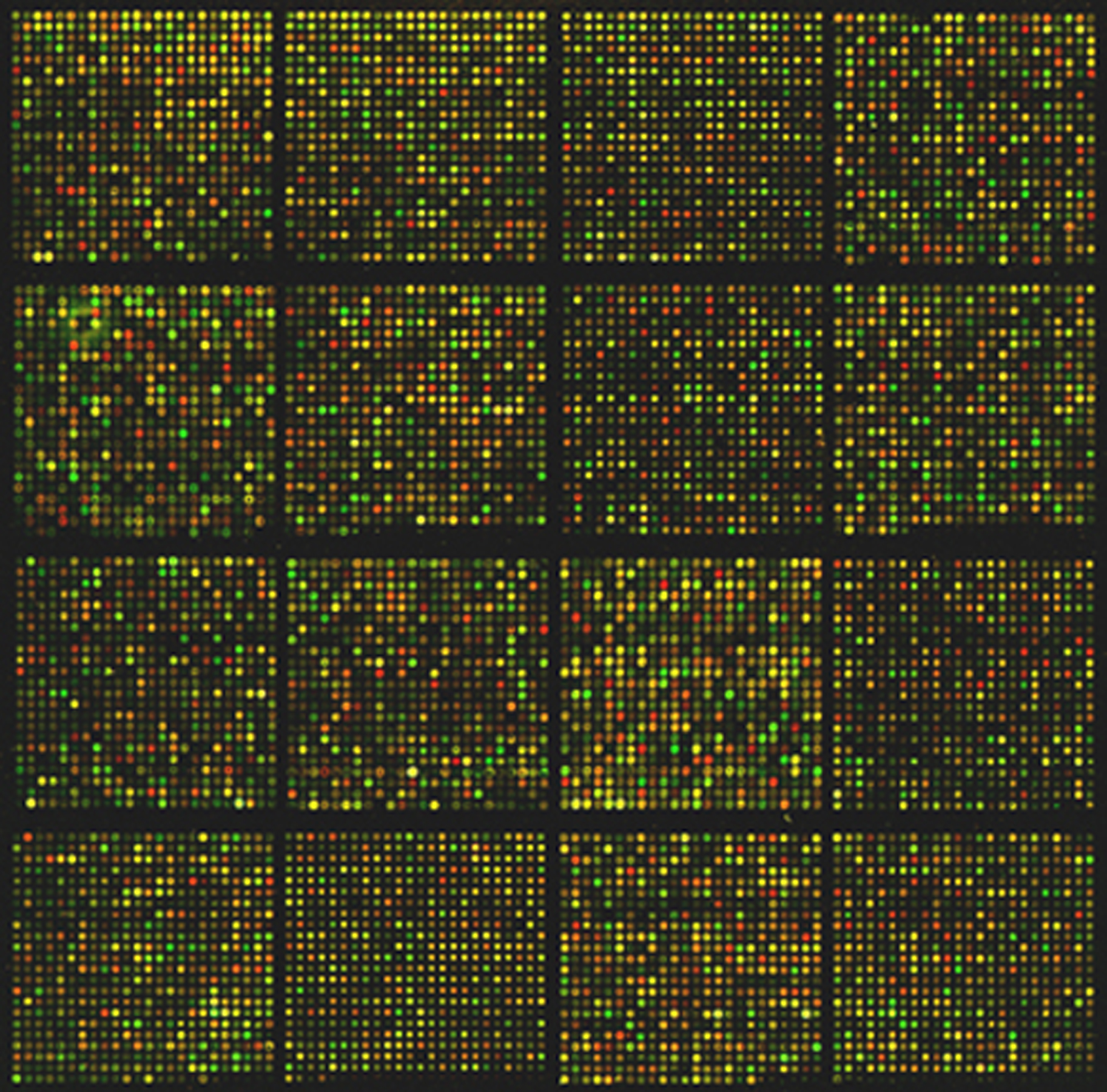
Một microarray gồm khoảng 8700 gen. Tốc độ biểu hiện của các gen này được so sánh qua logarit nhị phân.

Trong tin sinh học, microarray được dùng để đo mức độ biểu hiện gen trong một mẫu nguyên liệu sinh học. Các tốc độ biểu hiện khác nhau của một gen thường được so sánh bằng cách lấy logarit nhị phân của tỉ số giữa chúng: tỉ số log của hai tốc độ biểu hiện gen được định nghĩa là logarit nhị phân của tỉ số giữa chúng. Logarit nhị phân giúp việc so sánh tốc độ biểu hiện gen trở nên thuận lợi: chẳng hạn, tốc độ biểu hiện gen nhân đôi tương ứng với tỉ số log là 1, tốc độ giảm một nửa tương ứng với tỉ số log là −1 và tốc độ không đổi tương ứng với tỉ số log bằng không.
Các điểm dữ liệu thu được bằng cách này thường được minh họa thành một biểu đồ phân tán có một hoặc cả hai trục đều là logarit nhị phân của tỉ lệ tốc độ, hoặc thông qua các loại biểu đồ như MA và RA để quay và phóng to hoặc thu nhỏ biểu đồ phân tán đó.

### Lý thuyết âm nhạc
Trong lý thuyết âm nhạc, quãng giữa hai tông nhạc được xác định bằng tỉ lệ tần số của chúng. Các quãng âm có từ tỉ số số hữu tỉ với tử số và mẫu số nhỏ đều được xem là đặc biệt êm tai, nhịp nhàng. Trong đó, quãng âm đơn giản nhất và quan trọng nhất là quãng tám với tỉ lệ tần số là 2:1. Số quãng tám nằm giữa hai tông nhạc là logarit nhị phân của tỉ lệ tần số của chúng.
Để nghiên cứu hệ thống điều chỉnh cao độ và các khía cạnh khác của lý thuyết âm nhạc vốn cần sự phân biệt tinh vi hơn giữa các tông nhạc, cần có một độ đo để đo một quãng nhỏ hơn nhiều so với quãng tám và có tính cộng (giống logarit) thay vì tính nhân (giống tỉ lệ tần số). Theo đó, nếu ba tông x, y, z tạo thành một chuỗi tông nhạc với cao độ tăng dần thì độ đo của quãng từ x đến y cộng với độ đo của quãng từ y đến z phải bằng độ đo của quãng từ x đến z. Một độ đo như thế được cho bằng đơn vị cent, một đơn vị chia quãng tám thành 1200 quãng bằng nhau (12 nửa cung, mỗi cung gồm 100 cent). Cho hai tông nhạc với chu kỳ f1 và f2, khi đó số cent trong quãng từ f1 đến f2 là
{\displaystyle \left|1200\log _{2}{\frac {f_{1}}{f_{2}}}\right|.}

### Tổ chức giải đấu thể thao
Trong các giải đấu thể thao gồm hai người (hoặc đội) thi đấu mỗi trận, logarit nhị phân cho biết số vòng đấu mà một giải đấu loại trực tiếp cần có để xác định nhà vô địch. Ví dụ, một giải gồm 4 người cần log2 4 = 2 vòng để tìm nhà vô địch, một giải gồm 32 đội cần log2 32 = 5 vòng, ... Trong trường hợp giải có n người/đội tham gia mà n không phải là lũy thừa của 2 thì log2 n được làm tròn lên vì cần có ít nhất một vòng đấu nữa mà trong đó có một số người/đội không tham gia. Chẳng hạn, log2 6 gần bằng 2,585, làm tròn lên thành 3, nghĩa là một giải đấu gồm 6 đội cần có 3 vòng đấu (cho hai đội ngồi ngoài vòng thứ nhất hoặc một đội ngồi ngoài vòng thứ hai). Số vòng như vậy cũng là cần thiết để xác định nhà vô địch trong một giải đấu hệ Thụy Sĩ.

### Nhiếp ảnh
Trong nhiếp ảnh, giá trị phơi sáng được đo bằng logarit nhị phân của lượng ánh sáng tới màn ảnh hoặc cảm biến ảnh, phù hợp với luật Weber–Fechner mô tả phản ứng logarit của hệ thống thị giác con người với ánh sáng. Một bước ("khẩu") phơi sáng tương ứng với một đơn vị trong thang đo logarit cơ số 2. Chính xác hơn, giá trị phơi sáng của một bức ảnh bằng
{\displaystyle \log _{2}{\frac {N^{2}}{t}}}
trong đó N là chỉ số khẩu độ (số f) đo độ mở của ống kính khi phơi sáng và t là số giây phơi sáng.
Logarit nhị phân cũng được dùng khi biểu diễn dải tương phản động của vật liệu nhạy sáng hoặc cảm biến kỹ thuật số.

## Tính toán

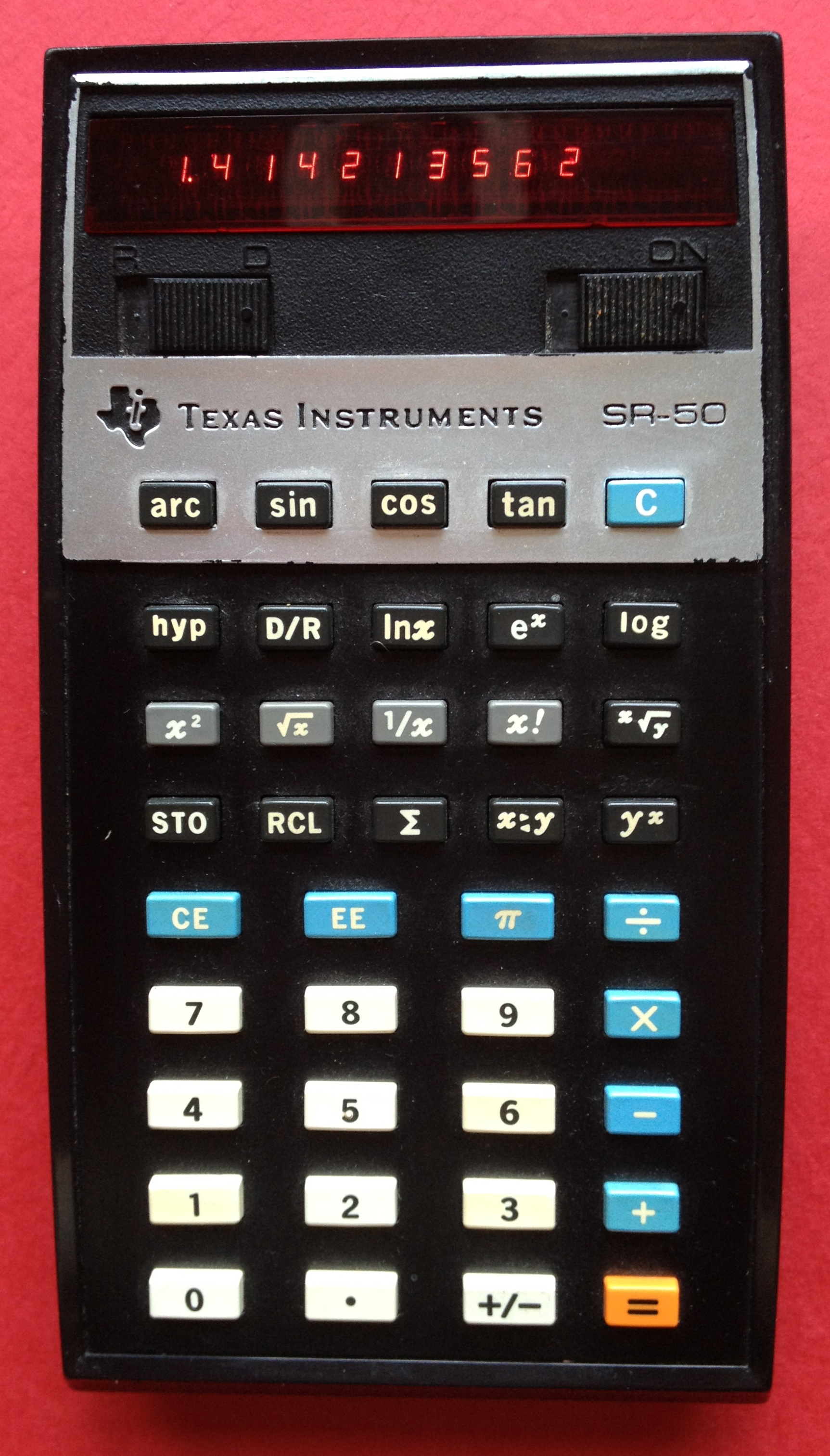
Máy tính bỏ túi TI SR-50 (1974). Phím ln và log nằm ở hàng phím thứ hai; máy không có phím log_{2}.

### Đổi cơ số
Một cách dễ dàng để tính log2 n trên các máy tính không có sẵn hàm log2 là thông qua hàm logarit tự nhiên (ln) hoặc logarit thập phân (log hoặc log10), có thể được tìm thấy trong hầu hết máy tính bỏ túi. Theo công thức đổi cơ số thì:
{\displaystyle \log _{2}n={\frac {\ln n}{\ln 2}}={\frac {\log _{10}n}{\log _{10}2}},}
hay
{\displaystyle \log _{2}n\approx 1,442695\ln n\approx 3,321928\log _{10}n.}

### Làm tròn số nguyên
Logarit nhị phân có thể được làm thành một hàm với đầu vào là số nguyên và trả về số nguyên bằng cách làm tròn nó lên hay xuống. Hai dạng này của logarit nhị phân nguyên được liên hệ bằng công thức:
{\displaystyle \lfloor \log _{2}(n)\rfloor =\lceil \log _{2}(n+1)\rceil -1{\text{ nếu }}n\geq 1.}
Có thể mở rộng định nghĩa này bằng cách quy ước {\displaystyle \lfloor \log _{2}(0)\rfloor =-1}. Khi đó, hàm này có liên hệ với số bit 0 đứng trước trong biểu diễn nhị phân không dấu 32 bit của n, nlz(n):
{\displaystyle \lfloor \log _{2}(n)\rfloor =31-\operatorname {nlz} (n).}
Logarit nhị phân nguyên có thể được xác định là chỉ số của bit 1 có trọng số cao nhất trong đầu vào (tính từ số 0). Trong trường hợp này, đó chính là phần bù của phép toán tìm bit 1 đầu tiên, dùng để tìm chỉ số của bit 1 có trọng số thấp nhất. Nhiều nền tảng phần cứng có hỗ trợ tìm số bit 0 đứng trước hoặc các phép toán tương đương, cho phép tìm logarit nhị phân một cách nhanh chóng. Các hàm fls và flsl trong hạt nhân Linux và trong một số phiên bản của thư viện phần mềm libc cũng tính được logarit nhị phân (làm tròn thành số nguyên cộng 1).

### Tính gần đúng bằng phép lặp
Với một số thực dương bất kỳ, logarit nhị phân có thể được chia thành hai phần để tính. Trước tiên, ta tính phần nguyên {\displaystyle \lfloor \log _{2}x\rfloor } để đưa về thành bài toán mà trong đó đối số của logarit nằm trong nửa khoảng [1, 2), từ đó rút gọn bước thứ hai là tính phần thập phân của logarit. Với x > 0, tồn tại duy nhất một số nguyên n sao cho 2n ≤ x < 2n+1 hay 1 ≤ 2−nx < 2. Từ lập luận này, ta suy ra được phần nguyên của logarit là n và phần thập phân là log2(2−nx). Nói cách khác:
{\displaystyle \log _{2}x=n+\log _{2}y\quad {\text{với }}y=2^{-n}x{\text{ và }}y\in [1,2).}
Với số thực dấu phẩy động, phần nguyên là số mũ dấu phẩy động, còn đối với số nguyên thì nó được xác định bằng cách thực hiện phép toán đếm số bit 0 đứng trước.
Phần thập phân của kết quả thu được là log2 y và có thể được tính chỉ bằng phép lặp cùng các phép nhân và phép chia cơ bản. Thuật toán tính phần thập phân có thể được mô tả bằng mã giả như sau:
1. Bắt đầu với một số thực y thuộc nửa khoảng [1, 2). Nếu y = 1 thì thuật toán kết thúc và phần thập phân bằng 0.
2. Ngược lại, bình phương y lặp lại đến khi kết quả z thuộc nửa khoảng [2, 4). Gọi m là số lần bình phương cần thực hiện. Khi đó z = y2m với m là giá trị sao cho z thuộc [2, 4).
3. Lấy logarit nhị phân cho cả hai vế rồi biến đổi đại số:
{\displaystyle {\begin{aligned}\log _{2}z&=2^{m}\log _{2}y\\\log _{2}y&={\frac {\log _{2}z}{2^{m}}}\\&={\frac {1+\log _{2}(z/2)}{2^{m}}}\\&=2^{-m}+2^{-m}\log _{2}(z/2).\end{aligned}}}
4. Một lần nữa z/2 là số thực trong nửa khoảng [1, 2). Trở lại bước 1 và tính logarit nhị phân của z/2 theo cách trên.

Kết quả cuối cùng được biểu diễn bằng các công thức đệ quy sau với mi là số lần bình phương trong vòng lặp thứ i của thuật toán:
{\displaystyle {\begin{aligned}\log _{2}x&=n+2^{-m_{1}}\left(1+2^{-m_{2}}\left(1+2^{-m_{3}}\left(1+\cdots \right)\right)\right)\\&=n+2^{-m_{1}}+2^{-m_{1}-m_{2}}+2^{-m_{1}-m_{2}-m_{3}}+\cdots \end{aligned}}}
Trong trường hợp đặc biệt khi phần thập phân ở bước 1 được xác định là bằng 0, đó là một chuỗi hữu hạn kết thúc tại một số hạng nào đó. Ngược lại, đó là một chuỗi vô hạn hội tụ theo dấu hiệu d'Alembert vì mỗi số hạng luôn nhỏ hơn số hạng liền trước (do mi > 0). Khi ứng dụng thực tế, phải cắt ngắn đi chuỗi vô hạn này để đạt kết quả gần đúng. Nếu chuỗi dừng lại ở số hạng thứ i thì sai số trong kết quả là nhỏ hơn 2−(m1 + m2 + ... + mi).

### Trong thư viện phần mềm
Hàm log2 là một hàm toán học nằm trong thư viện chuẩn của ngôn ngữ C. Dạng mặc định của hàm này yêu cầu đối số với độ chính xác kép (kiểu double) nhưng một số dạng khác của hàm cho phép đối số có độ chính xác đơn (kiểu float) hoặc độ chính xác kép mở rộng (kiểu long double). Trong MATLAB, đối số của hàm log2 có thể là số âm, và trong trường hợp này thì đầu ra của hàm là một số phức.